# Deutsche Historische Bibliografie
Die Deutsche Historische Bibliografie (DHB) ist das zentrale bibliografische Nachweisinstrument für Publikationen zur deutschen Geschichte. Sie wird von der Bayerischen Staatsbibliothek in Zusammenarbeit mit der Berlin-Brandenburgischen Akademie der Wissenschaften und den Bibliotheken des Instituts für Zeitgeschichte und des Deutschen Museums im Rahmen des Fachinformationsdiensts Geschichtswissenschaft bereitgestellt.

## Geschichte
Die DHB ist seit 2017 als Nachfolger der 2015 eingestellten „Jahresberichte für deutsche Geschichte“ der Berlin-Brandenburgischen Akademie der Wissenschaften und 2013 eingestellten Historischen Bibliographie der Arbeitsgemeinschaft Historischer Forschungseinrichtungen (AHF) eingerichtet. 